# Journée franco-allemande
La Journée franco-allemande (JFA), commémorée chaque année le 22 janvier, a été instaurée en 2003 dans le cadre du quarantième anniversaire du traité de l'Élysée signé en 1963,. Elle est dédiée à l'amitié franco-allemande et aborde plus spécifiquement les relations bilatérales dans les établissements scolaires des deux pays dans le but de familiariser les jeunes avec le pays voisin respectif.

## Histoire et organisation
Le 22 janvier 2003, lors du quarantième anniversaire du traité de l'Élysée, le président français Jacques Chirac et le chancelier fédéral Gerhard Schröder ont fait une déclaration commune, dont l'article 16 a eu pour effet d'instaurer cette « Journée franco-allemande » :

« Nous déclarons le 22 janvier « journée franco-allemande ». Nous souhaitons qu’à l’avenir, cette journée soit consacrée, dans toutes les institutions de nos systèmes éducatifs, à une présentation de nos relations bilatérales, à la promotion de la langue du pays partenaire, et à une action d’information sur les programmes d’échanges et de rencontres ainsi que les possibilités d’études et d’emploi dans le pays partenaire. »

Presque chaque année, cette journée est assortie d'un thème différent. Ainsi, en 2004, il était  celui de la « Promotion de la langue partenaire », en 2007/2008  « Frankreich neu entdecken – l’Allemagne, un pays à redécouvrir », en 2016 « Franzosen und Deutsche: einmal Freunde, immer Freunde/Allemands et Français : partenaires un jour, partenaires toujours » et en 2025/2026 « DEutsch-FRanzösisch für DEmokratie und FReiheit / Le franco-allemand pour la démocratie et la liberté ».
Les ministères des Affaires étrangères et les ministères de l'Éducation et de la Culture tant en Allemagne qu'en France apportent une contribution significative à la mise en œuvre de la Journée franco-allemande. Tout aussi important est l'engagement des écoles et des institutions culturelles, ainsi que les initiatives privées qui s'impliquent dans les projets et les événements organisés ce jour-là ou dans ce cadre.
C'est dans ce cadre que le 22 janvier 2019, Angela Merkel et Emmanuel Macron ont signé le traité d'Aix-la-Chapelle.